# 방승재
방승재(1981년 5월 10일 ~ )는 전 KBO 리그 두산 베어스의 외야수였다. 은퇴 후 소래고 야구부 코치로 활동중이다. 

## 출신 학교
- 충암고등학교
- 동국대학교